# Мери Естер (Флорида)
Мери Естер (енгл. Mary Esther) град је у америчкој савезној држави Флорида. По попису становништва из 2010. у њему је живело 3.851 становника.

## Демографија
Према попису становништва из 2010. у граду је живело 3.851 становника, што је 204 (5,0%) становника мање него 2000. године.
| Група             | 2000.         | 2010.         |
| Белци             | 3.295 (81,3%) | 2.933 (76,2%) |
| Афроамериканци    | 262 (6,5%)    | 271 (7,0%)    |
| Азијати           | 153 (3,8%)    | 199 (5,2%)    |
| Хиспаноамериканци | 166 (4,1%)    | 288 (7,5%)    |
| Укупно            | 4.055         | 3.851         |